# Panthea ussuriensis
Panthea ussuriensis är en fjärilsart som beskrevs av Warnecke 1916. Panthea ussuriensis ingår i släktet Panthea och familjen Pantheidae. Inga underarter finns listade i Catalogue of Life.